# Фэй-ди (Восточная Цзинь)
Сыма И (кит. трад. 司馬奕, пиньинь Sīmǎ Yì), взрослое имя Сыма Яньлин (кит. трад. 司馬延齡, 342 — 23 ноября 386), часто именуемый в литературе как Фэй-ди (кит. трад. 废帝, буквально: «смещённый император») — одиннадцатый император империи Цзинь; седьмой император эпохи Восточная Цзинь. В связи с тем, что был свергнут с престола, посмертного храмового имени не имеет; в аутентичных китайских источниках обычно именуется в соответствии с носимым в тот или иной период титулом.

## Биография
Сыма И был вторым сыном императора Чэн-ди. В том же году император Чэн-ди скончался, и на престол взошёл его младший брат, ставший императором Кан-ди, который дал Сыма И титул Дунхай-ван (东海王). В 361 году трон занял старший брат Сыма И — Сыма Пи (император Ай-ди), и Сыма И получил самый главный титул знати империи Восточная Цзинь — Ланъе-ван (琅琊王).
В 364 году император тяжело заболел, и вдовствующая императрица Чу стала регентом. В 365 году император Ай-ди скончался, не имея наследников, и указом вдовствующей императрицы Чу на престол был возведён Сыма И. Однако несмотря на это фактически империей управляли по-прежнему Сыма Юй и генерал Хуань Вэнь.
Смерть императора Ай-ди привела к тому, что империя Цзинь не выслала вовремя войск на помощь Лояну, и город был взят войсками государства Ранняя Янь. В 369 году генерал Хуань Вэнь предпринял контрнаступление, и дошёл до столицы Ранней Янь — Ечэна, но не предпринял решающей атаки, и в итоге был разбит силами Ранней Янь и Ранней Цинь.
Оказавшись не в состоянии продемонстрировать свою мощь, захватив Раннюю Янь, Хуань Вэнь решил вместо этого сместить императора. Так как император не совершал во время правления серьёзных промахов, то Хуань Вэнь начал распускать слухи о том, что император является импотентом, и что отцами его детей на самом деле являются другие люди, а также слухи о гомосексуальных наклонностях императора. После этого он явился в столицу и вынудил вдовствующую императрицу Чу издать указ о смещении Сыма И с трона; на престол был возведён Сыма Юй.
После смещения с престола Сыма И вновь получил титул Дунхай-ван. Однако Хуань Вэнь не унимался, и хотел вообще лишить его титулов и сделать простолюдином. Вдовствующая императрица Чу сопротивлялась этому, и в результате бывший император получил титул Хайси-гун (海西公) — более низкий, но всё-таки титул. Опасаясь, что смещённый император может попытаться вернуть себе трон, Хуань Вэнь выслал его в уезд Усянь и поместил под усиленную охрану. Боясь, что его убьют, Сыма И посвятил себя вину и женщинам, демонстрируя Хуань Вэню полное отсутствие политических амбиций. Он скончался в уезде Усянь в 386 году.

## Девизы правления
- Тайхэ (太和 Tàihé) 365—371